# جنگل ملی انجلیز
جنگل ملی انجلیز (به انگلیسی: Angeles National Forest) یک جنگل ملی در ایالت کالیفرنیا در آمریکا است.
مساحت این جنگل ۲۶۵۳ کیلومتر مربع است.

## نگارخانه

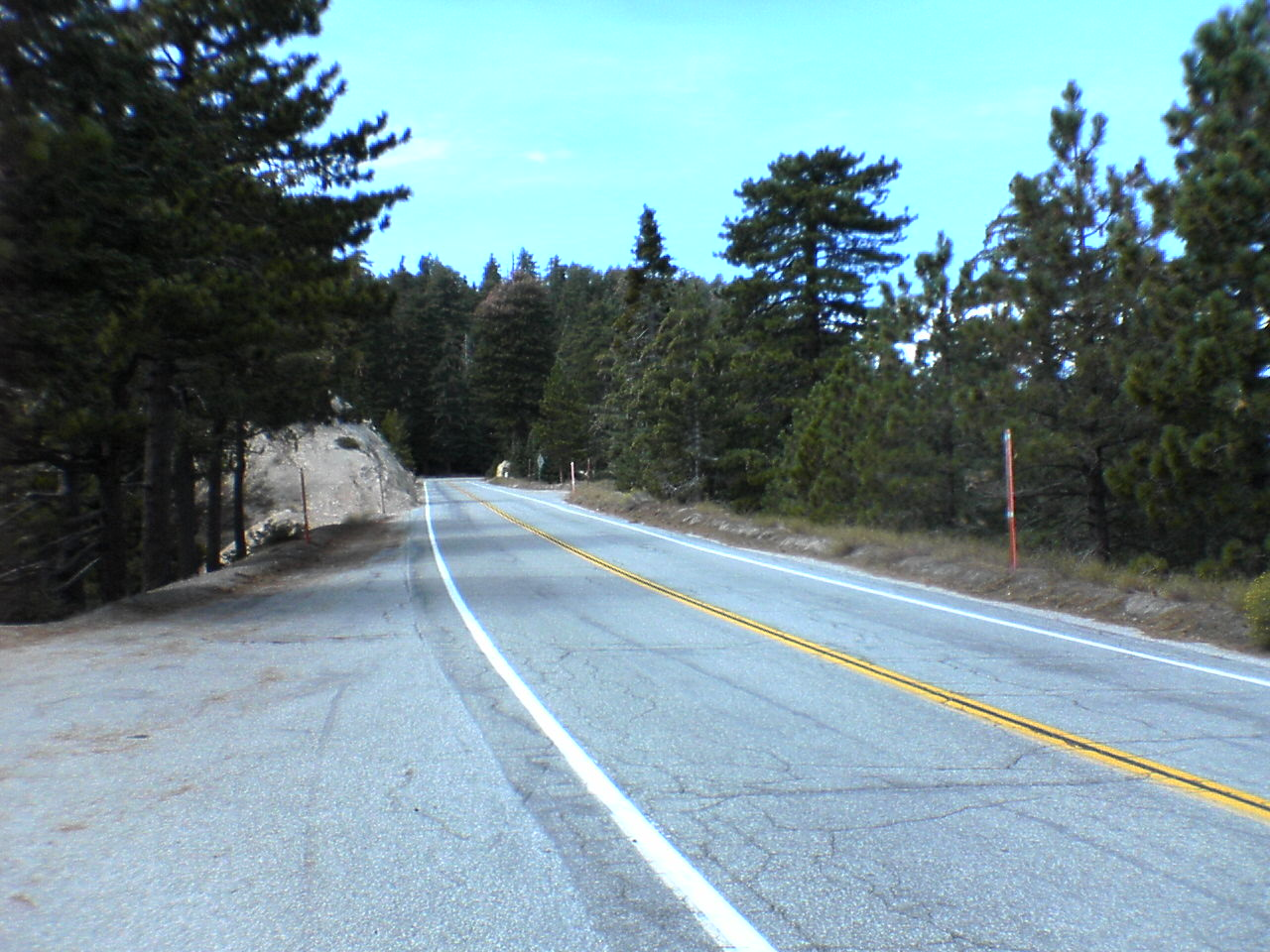
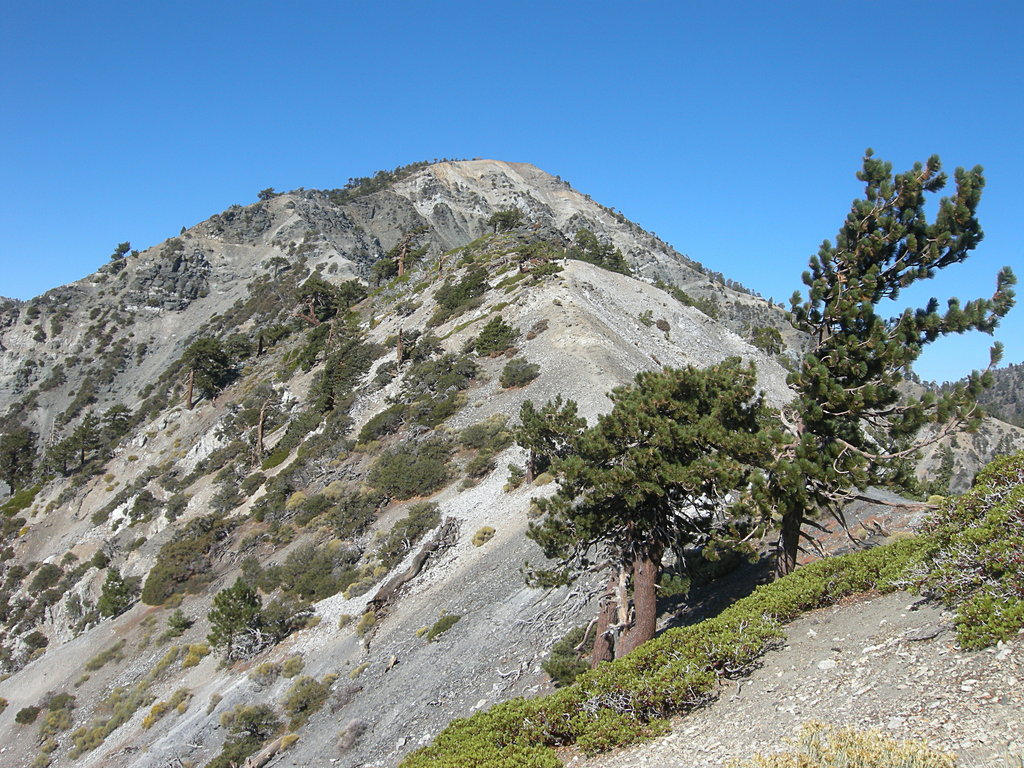
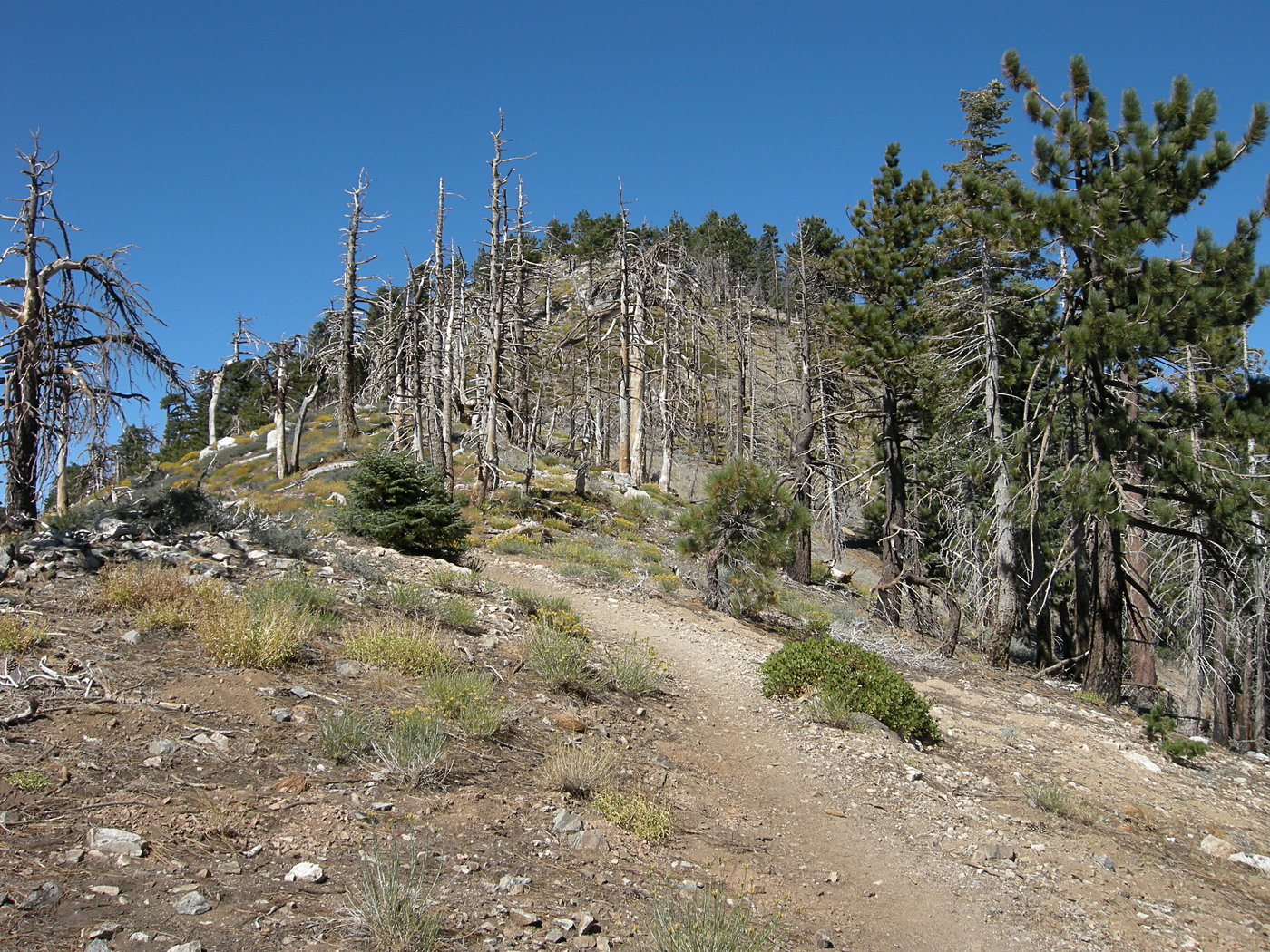

## کتابشناسی - فهرست کتب
- Leadabrand, Russ (1963). Guidebook to the San Gabriel Mountains of California (به انگلیسی). Los Angeles: Ritche Press. ISBN 0378034227.
- Robinson, John W. (1977). The San Gabriels: Southern California Mountain Country (به انگلیسی). San Marino: Goldwest Books. ISBN 9780870950612.
- Robinson, W. W. (1946). The Forest and the People: The Story of the Angeles National Forest (به انگلیسی). Los Angeles: Title and Trust Insurance co.